# Шубин, Владимир Геннадиевич
Влади́мир Генна́диевич Шу́бин (род. 9 июля 1939, Иваново) — российский историк-африканист, бывший руководитель группы (сектора) Международного отдела ЦК КПСС.

## Биография
В 1962 году окончил Московский государственный институт международных отношений (специальность — международные отношения), был референтом Комитета международных организаций СССР. В 1962—1969 годах служил в Советской Армии.
В 1969—1979 годах — референт, заведующий, отделом, секретарь в Советском комитете солидарности стран Азии и Африки, в 1982—1991 годах — референт, заместитель руководителя, руководитель группы (сектора) Международного отдела ЦК КПСС.
В 1982 году получил степень кандидата исторических наук, защитив диссертацию в Академии общественных наук при ЦК КПСС, в 1999 году получил степень доктора исторических наук, защитив диссертацию в Институте стран Азии и Африки.
В 1992—1995 годах — старший научный сотрудник, с 1995 года — заместитель директора по научной работе, с 2010 года — главный научный сотрудник Института Африки РАН. С 2003 года — профессор факультета истории, политологии и права Российского государственного гуманитарного университета.
С 2002 г. — член Экспертного совета Комитета по международным делам Совета Федерации.
В 1993—2011 годах читал лекции в ряде университетов Африки, Азии и Европы.
С 1998 года — член редколлегии журнала Южноафриканской ассоциации политических наук «Политикон», с 2010 года — член редсовета журнала «Сиенсиа Милитариа» (ЮАР), входит в состав редколлегии журналов «Азия и Африка сегодня» (Москва) и «Джорнал оф глобализейшн стадис» (Волгоград).

## Основные работы
Автор более 140 научных публикаций, в том числе пяти индивидуальных монографий.
- «Африканский национальный конгресс в годы подполья и вооруженной борьбы» (М., 1999),
- «Международная социал-демократия и борьба против колониализма и апартеида» (М., 1985),
- «Social Democracy and Southern Africa» (M., 1989),
- «Reflections on Relations between the Soviet Union/Russian Federation and South Africa in 1980s and 1990s» (Bellville, 1994),
- «Flinging the Doors Open: Foreign Policy of the New South Africa» (Bellville, 1995),
- «ANC: a View from Moscow» (Bellville, 1999).
- «Китай и Южная Африка: эволюция взаимоотношений» (М., 1999),
- «Африка: поиск идентичности» (М., 2001.)

## Награды
Орден Красной Звезды, восемь медалей,  Орден Компаньонов О. Р. Тамбо в серебре (ЮАР).